# William Watson (réalisateur)
Pour les articles homonymes, voir William Watson et Watson.
William Watson est un réalisateur et scénariste canadien né le 3 janvier 1896 à Montréal (Canada), mort le 20 janvier 1967.

## Filmographie

### Réalisateur
- 1918 : A Waiter's Wasted Life (it)
- 1919 : Le Galant tailleur (it) (Rip & Stitch: Tailors)
- 1919 : In Bad All Around
- 1919 : All Jazzed Up
- 1919 : Sirens of the Suds
- 1919 : Lonesome Hearts and Loose Lions
- 1919 : Daring Lions and Dizzy Lovers
- 1919 : Romeos and Jolly Juliets
- 1919 : A Lucky Dog's Day
- 1920 : Red Hot Finish
- 1920 : Light Hearts and Leaking Pipes
- 1920 : The Jazzy Janitor
- 1920 : Shot in the Get-Away
- 1920 : Lion's Jaws and Kitten's Paws
- 1920 : A He-Male Vamp
- 1920 : Wild Lions and Ferocious Cheese
- 1920 : Up in Mary's Attic
- 1920 : You Tell 'Em, Lions, I'll Roar
- 1920 : Loose Lions
- 1920 : Tails Win
- 1921 : Leaping Lions and Jailbirds
- 1921 : Harem Skarem
- 1921 : The Country Heir
- 1921 : Dandy Lions
- 1921 : Uneasy Money
- 1921 : On Account
- 1921 : Custard's Last Stand
- 1921 : Cupid's Last Word
- 1921 : Wood Simps
- 1921 : Third Class Male
- 1921 : The Clean Up
- 1921 : Twelve Hours to Live
- 1921 : Hold Your Breath
- 1921 : Where Is My Wandering Wife
- 1921 : Should Husbands Do Housework?
- 1921 : Should Husbands Mind Babies?
- 1921 : P.D.Q.
- 1921 : Back Stage
- 1921 : Should Stepmothers Trifle?
- 1921 : Ice Box Pirates
- 1921 : Heart Breakers
- 1922 : Stage Struck
- 1922 : Society Sailors
- 1922 : Taking Things Easy
- 1922 : A Shaky Family Tree
- 1922 : Easy to Cop
- 1922 : Should Watchmen Sleep?
- 1922 : Une Conquête aérienne (Up in the Air About Mary)
- 1922 : High Flyers
- 1922 : Society Hoboes
- 1922 : Unfermented Bricks
- 1922 : The House of a Thousand Trembles
- 1922 : Accidents Will Happen
- 1922 : Matinee Idles
- 1922 : Off the Earth
- 1922 : Love Drops
- 1922 : Doing 'Em Good
- 1922 : Accidental Wealth
- 1922 : Their Steady Job
- 1922 : Rail Birds
- 1922 : Where's the Parade?
- 1923 : The Best Cellar
- 1923 : Some Service
- 1923 : Hoboes De Luxe
- 1923 : Out of Order
- 1923 : The Godmothers
- 1923 : To and Fro
- 1923 : The Coal Dust Twins
- 1923 : Easy Terms
- 1923 : Tramps of Note
- 1923 : Skeletons
- 1923 : Fakers
- 1923 : Bum Grafters
- 1923 : Should William Tell?
- 1923 : Two Auctioneers
- 1923 : The Jazz Bug
- 1923 : In Hock
- 1923 : Bum Slickers
- 1923 : Won't You Worry?
- 1923 : Good Deeds
- 1923 : Tut! Tut! King
- 1923 : Empty Bottles
- 1923 : Crimson Coppers
- 1923 : Sing! Sing!
- 1923 : His School Daze
- 1923 : Dancing Love
- 1923 : Cuckoo
- 1923 : Own a Home
- 1923 : Going South
- 1923 : Be My Guest
- 1923 : Restless Rest
- 1923 : The Idea Man
- 1923 : No Parking Aloud
- 1923 : A Matter of Policy
- 1923 : Under the White Robe
- 1923 : Chasing Wealth
- 1923 : The Rivals
- 1924 : The Mandarin
- 1924 : The Jail Bird
- 1924 : Feather Pushers
- 1924 : Should Poker Players Marry?
- 1924 : Nobody to Love
- 1924 : Marry When Young
- 1924 : Spring of 1964
- 1924 : One Wet Night
- 1924 : My Little Brother
- 1924 : Why Pay Your Rent?
- 1924 : Rest in Pieces
- 1924 : Why Be Jealous?
- 1924 : Patching Things Up
- 1924 : Bluffing Bluffers
- 1924 : Women's Rights
- 1924 : Fair and Windy
- 1924 : Way Up North
- 1924 : That's the Spirit
- 1924 : The Game Hunter
- 1924 : When Love Is Young
- 1924 : The Girl Hater
- 1924 : Alone at Last
- 1924 : Paul Revere
- 1925 : Financially Embarrassed
- 1925 : Nero
- 1925 : The Girl Problem
- 1925 : The Olympic Games
- 1925 : Don't Worry
- 1925 : Smoked Out
- 1925 : The Queen of Aces
- 1925 : Speak Freely
- 1925 : Plenty of Nerve
- 1925 : After a Reputation
- 1925 : Soup to Nuts
- 1925 : Stranded
- 1925 : Watch Out
- 1925 : A Misfit Sailor
- 1925 : Uncle Tom's Gal
- 1925 : Nursery Troubles
- 1925 : A Goofy Gob
- 1925 : Fair But Foolish
- 1925 : Eighteen Carat
- 1926 : A Honeymoon Squabble
- 1926 : A Salty Sap
- 1926 : Page Me
- 1926 : Shore Shy
- 1926 : Gimmie Strength
- 1926 : Papa's Pest
- 1926 : Chase Yourself
- 1926 : Daffy Dill
- 1926 : A Dippy Tar
- 1926 : Hold Still
- 1926 : A Briny Boob
- 1926 : Have Courage
- 1926 : Cool Off!
- 1926 : Wife Shy
- 1927 : Duck Out
- 1927 : Sailor Beware
- 1927 : Dumb Belles
- 1927 : Row, Sailor, Row
- 1927 : A Moony Mariner
- 1927 : Easy Curves
- 1927 : Dizzy Sights
- 1928 : Save the Pieces
- 1928 : Water Bugs
- 1928 : Long Hose
- 1928 : Campus Cuties
- 1928 : Bugs, My Dear!
- 1928 : Love's Young Scream
- 1928 : Hold 'Er Cowboy
- 1928 : Sea Food
- 1928 : The Dizzy Diver
- 1928 : Hot Sparks
- 1928 : A She Going Sailor
- 1929 : His Big Minute
- 1929 : Don't Be Nervous
- 1929 : The Lady Fare
- 1929 : Faro Nell
- 1929 : The Fatal Forceps
- 1929 : The Dancing Gob
- 1929 : Dangerous Females
- 1929 : Brown Gravy
- 1929 : Weak But Willing
- 1929 : Marching to Georgie
- 1930 : So This Is Paris Green
- 1930 : The Duke of Dublin
- 1930 : Don't Believe It
- 1930 : The Bearded Lady
- 1930 : Down with Husbands
- 1930 : The Stronger Sex
- 1930 : His Honor the Mayor
- 1930 : Johnny's Week End
- 1930 : Love Your Neighbor
- 1930 : Don't Give Up
- 1930 : Expensive Kisses
- 1930 : Don't Leave Home
- 1931 : Girls Will Be Boys
- 1931 : Come to Papa
- 1931 : A Shotgun Wedding
- 1931 : Don't Divorce Him
- 1931 : The Foolish Forties
- 1931 : Crashing Reno
- 1931 : The Freshman's Finish
- 1931 : The Girl Rush
- 1931 : Oh! Marry Me
- 1934 : Mountain Melody
- 1935 : Easy Money
- 1935 : An Ear for Music
- 1935 : All for One
- 1935 : Rodeo Day
- 1935 : Hillbilly Love
- 1936 : Just Plain Folks
- 1936 : Gold Bricks
- 1936 : Spooks
- 1936 : Sleepless Hollow
- 1936 : It Happened All Right
- 1936 : Rail Birds
- 1936 : Peaceful Relations
- 1936 : Happy Heels
- 1936 : Bashful Buddies
- 1936 : Boy, Oh Boy
- 1936 : Going Native
- 1936 : The Wacky Family
- 1936 : Treasure Chest Series: Krazi Inventions
- 1936 : Rah! Rah! Rhythm
- 1936 : Any Old Port
- 1936 : Modern Home
- 1936 : Just the Type
- 1936 : The Screen Test
- 1936 : Transatlantic Love
- 1937 : Hi-Ho Hollywood
- 1937 : Practically Perfect
- 1937 : Hold It!
- 1937 : The Big Courtship
- 1937 : Dental Follies
- 1937 : Off the Horses
- 1937 : Ready to Serve
- 1937 : Hi-Ya Doc!
- 1937 : Freshies
- 1937 : Holding the Bag
- 1937 : Her Accidental Hero
- 1937 : Hamlet and Eggs
- 1937 : Will You Stop!
- 1937 : Bashful Ballerina
- 1937 : The Timid Ghost
- 1937 : The Smart Way
- 1937 : Heir Today
- 1937 : Hurray for Hooligan
- 1937 : The Bashful Buckaroo
- 1938 : Getting an Eyeful
- 1938 : Cupid Takes a Holiday
- 1938 : Love and Onions
- 1938 : Beautiful, But Dummies
- 1938 : Money on Your Life
- 1938 : Cactus Caballeros
- 1938 : Winner Lose All
- 1939 : Heroes in Blue
- 1952 : And Now Tomorrow

### Scénariste
- 1919 : Daring Lions and Dizzy Lovers
- 1919 : A Lucky Dog's Day
- 1920 : You Tell 'Em, Lions, I'll Roar
- 1920 : Loose Lions
- 1920 : Tails Win
- 1921 : Dandy Lions
- 1921 : Uneasy Money
- 1921 : On Account
- 1921 : Third Class Male
- 1923 : The Best Cellar
- 1923 : Be My Guest
- 1924 : Bluffing Bluffers
- 1924 : Aloe at Last
- 1925 : Financially Embarrassed
- 1925 : The Girl Problem
- 1925 : Plenty of Nerve
- 1925 : After a Reputation
- 1925 : Nursery Troubles
- 1925 : Eighteen Carat
- 1933 : Knight Duty
- 1934 : Going Spanish d'Al Christie
- 1934 : Hotel Anchovy
- 1934 : She's My Lilly, I'm Her Willie
- 1935 : All for One